# Lubomirskiidae
Lubomirskiidae Rezvoi, 1936, é uma família de esponjas de água doce da ordem Haplosclerida.

## Gêneros
- Baikalospongia Annandale, 1914
- Lubomirskia Dybowsky, 1880
- Rezinkovia Efremova, 2001
- Swartschewskia Makuschok, 1927